# Christopher Kelk Ingold

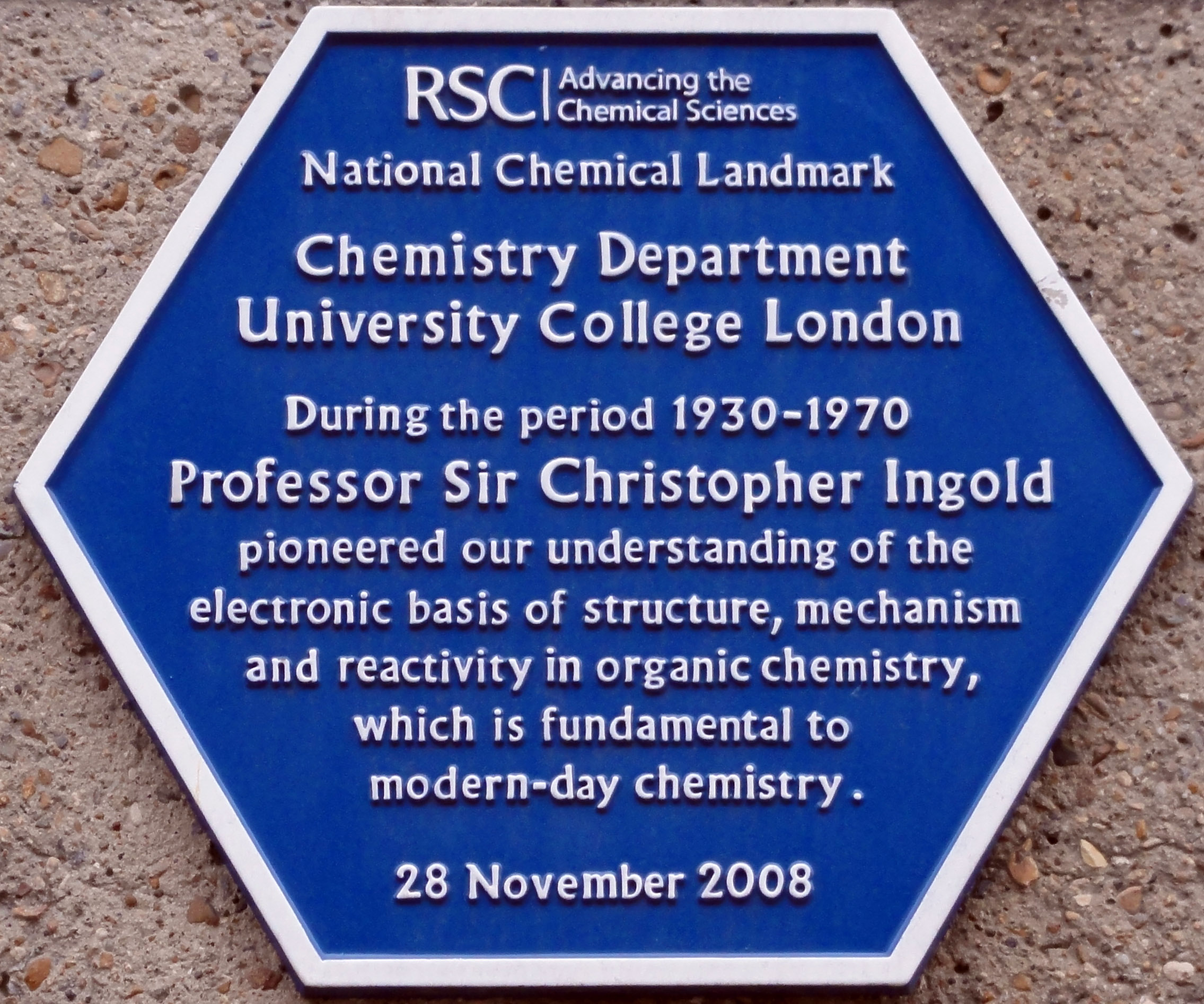

Sir Christopher Kelk Ingold, född den 28 oktober 1893 i London, död den 8 december 1970 i London var brittisk kemist och professor i organisk kemi.

## Biografi
Ingold började sina vetenskapliga studier vid Hartley University College i Southampton (numera Southampton University) 1913 och tog en extern examen vid University of London. Efter en kort tid vid Imperial College, London och en tids krigstjänst, som vetenskapsman, tog lngold en magisterexamen, återigen vid University of London. Han återvände därefter till Imperial College för att arbeta med Jocelyn Field Thorpe, och tog sin doktorsexamen 1918 och en DSC 1921.
År 1924 flyttade lngold till universitetet i Leeds där han tillbringade sex år som professor i organisk kemi. Han återvände till London 1930, och tjänstgjorde i 24 år som chef för Kemiska institutionen vid University College London, från 1937 fram till sin pensionering 1961.
Under sin studie av alkylhalider, fann Ingold bevis för två möjliga reaktionsmekanismer för nukleofila substitutionreaktioner. Han fann att de flesta sekundära och tertiära alkylhalogenider genomgick en mekanism med två steg (S N 1) medan de flesta primära alkylhalogenider genomgick en en-steg mekanism (S N 2). Denna slutsats grundar sig på konstaterandet att reaktioner av de flesta sekundära och tertiära alkylhalogenider med nukleofiler var enbart beroende av koncentrationen av alkylhalogeniden. 
Samtidigt  upptäckte han att primära alkylhalider, vid reaktion med nukleofiler, är beroende av både koncentrationen av alkylhalogeniden och koncentrationen av nukleofilen.
Från omkring 1926, drev Ingold och Robert Robinson en het debatt om de elektroniskteoretiska ansatser för organiska reaktionsmekanismer.
Sir Christopher Ingold mottog Longstaff medalj i Royal Society of Chemistry 1951, den kungliga medaljen av Royal Society år 1952, och adlades 1958. Kemiinstitutionen vid University College London är nu inrymt i Sir Christopher Ingold-byggnaden, som invigdes 1969.